# Sebastian Półtorak
Sebastian Półtorak (ur. 12 lutego 2005 w Szamotułach) – polski szachista, mistrz FIDE od 2022 roku.

## Kariera szachowa
Swoją przygodę z szachami zaczął od startu w indywidualnych mistrzostwach Polski juniorów w 2013 w Poroninie, gdzie zajął 4. miejsce. Dwukrotnie zdobył medale mistrzostw Polski juniorów: złoty w Sielpii Wielkiej w 2019 (do 14 lat) i brązowy w Sypniewie w 2022 (do 18 lat). Był dwukrotnym medalistą mistrzostw Polski juniorów w szachach błyskawicznych (w tym mistrzem Polski: Rzeszów 2019 – do lat 14 ). Reprezentował Polskę na mistrzostwach świata juniorów (2 razy) oraz mistrzostwach Europy juniorów (4 razy), najlepszy wynik uzyskując w 2022 w Antalyi (8. m. na MEJ do 18 lat). W 2021 zwyciężył w Międzynarodowym Festiwalu Szachowym  wraz z Krzysztofem Chojnackim i Mikołajem Nowakiem.
Najwyższy ranking w dotychczasowej karierze osiągnął 1 marca 2024, z wynikiem 2391 punktów.

## Osiągnięcia
Indywidualne mistrzostwa świata juniorów:
- Porto Karas 2015 – LXVI m.[8]
- Bombaj 2019 – LIII m.[8]

Indywidualne mistrzostwa Europy juniorów:
- Bratysława 2019 – XXXV m.[9]
- Antalya 2022 - VIII m.[9]

Indywidualne mistrzostwa Polski juniorów:
- Poronin 2013 – IV m.[5]
- Jastrzębia Góra 2015 – IV m.[12]
- Olecko 2016 – VIII m.[13]
- Sypniewo 2018 – IX m.[14]
- Sielpia Wielka 2019 – złoty medal[6]
- Szklarska Poręba 2021 – IV m.[15]
- Sypniewo 2022 – brązowy medal[7]

Wybrane sukcesy w innych turniejach:
- 2021 – dz. I m. w Poznaniu (MFS)[10]
- 2021 – dz. II m. w Łazach (Szachowa Jesień, turniej kołowy)[1]
- 2022 – II m. w Poznaniu (Festiwal Szachowy z okazji 100-lecia KS Lech Poznań)[1]
- 2022 – dz. IV m. w Karpaczu (półfinał MP)[1]